# Вайнштайн, Пауль
Па́уль Ва́йнштайн (англ. Paul Weinstein; 5 апреля 1878, Валлендорф, Саксония-Анхальт — 16 августа 1964, Wiemelhausen, Северный Рейн-Вестфалия) — немецкий легкоатлет, бронзовый призёр летних Олимпийских игр 1904.
На Играх 1904 в Сент-Луисе Вайнштайн участвовал в двух дисциплинах. Он занял третье место в прыжке в высоту, выиграв бронзовую медаль, и также стал седьмым в прыжке с шестом.